# Йохан Филип фон Щадион
Йохан Филип Карл Йозеф фон Щадион-Вартхаузен-Танхаузен (на немски: Johann Philipp Karl Joseph von Stadion zu Warthausen und Thannhausen; * 18 юни 1763, Майнц; † 15 май 1824, Баден при Виена) е имперски граф на Вартхаузен и Танхаузен в Швабия, Бавария, дипломат, австрийски държавник, външен и финансов министър.

## Живот
Той е син на граф Йохан Франц Конрад фон Щадион (1736 – 1787) и съпругата му фрайин Мария Лудовика Цобел фон Гибелщат-Дармщат (1740 – 1803), дъщеря на фрайхер Фридрих Цобел фон Гибелщат (1704 – 1776) и фрайин Мария Филипина Франциска фон Грайфенклау-Фолрадс (1717 – 1770). Внук е на граф Антон Хайнрих Фридрих фон Щадион (1691 – 1768) и фрайин Мария Анна фон Зикинген-Хоенбург (1706 – 1774). Брат е на дипломата граф Фридрих Лотар фон Щадион (1761 – 1811).
След следването си в университета в Гьотинген Йохан Филип заедно с брат си пътува през 1782/83 г., придружени от общия им възпитател и дворцов майстер Йозеф Хиеронимус Карл Колборн.
Йохан Филип става „comes palatinus“, императорски-кралски съветник и камерхер, пратеник в Стокхолм (1787 – 1790) и в Лондон (1790 – 1793), където допринася за влизането на Англия в „Коалиционните войни“ срещу революционна Франция. През 1793 г. Щадион протестира и напуска службата си като дипломат, когато Франц II дава Полша на Прусия и иска да подмени Австрийска Нидерландия с Бавария.
През 1800 г. той става дипломатически представител в Берлин и от 1803 г. в Санкт Петербург, където накарва царя да влезе в „Третата Коалиционна война“. През 1805 г. Щадион е номиниран за австрийски външен министър. Той се занимава преди всичко с вътрешни реформи на училищната система. Той съветва през 1803 г. Франц II да разпусне Стария „Алте Райх“. Той е сменен с Метерних.
През 1808 г. става рицар на австрийския Орден на Златното руно.
От 1815 г. Щадион е финансов министър, прави реформи, основава през 1816 г. австрийската национална банка. Външно-политически той е в конфликт с Франц II и Метерних.
От 1815 г. до смъртта си Щадион е като граф на Вартхаузен във Вюртембергското събрание на съсловията.

## Фамилия
Йохан Филип фон Щадион се жени на 22 януари 1794 г. в Майнц за графиня Мария Анна Филипина Валпургис фон Щадион (* 17 септември 1777, Майнц; † 1 април 1841, Виена), дъщеря на граф Йохан Георг Йозеф Непомук фон Щадион-Танхаузен (1749 – 1814) и фрайин Мария София Изабела Вамболд фон Умщат (1757 – 1843). Те имат осем деца:
- Йозеф Филип Едуард (* 23 септември 1797; † 13 април 1844), женен на 30 януари 1836 г. за Констанца Раховин, едлефон Розенщерн (* 29 юли 1811; † 5 юни 1861); имат седем деца
- Валтер Вилдерих Фридрих фон Щадион (* 22 ноември 1799; † 13 февруари 1870)
- Агата (* 17 юли 1801; † 18 август 1802)
- София Лудовика Луиза (* 19 септември 1802, Берлин; † 18 март 1880, Нидерщайне), омъжена на 2 октомври 1820 г. във Виена за граф Фридрих Вилхелм Антон Карл Фабрициус фон Магнис (* 27 май 1786, Екерсдорф; † 6 февруари 1861, Екерсдорф)
- Мария Шарлота Аделхайд (* 28 март 1804; † 13 март 1885), омъжена на 1 декември 1832 г. за граф Карл фон Брцецие-Ланккоронски († 16 май 1863)
- Кристиана Терезия Еуфрозина (* 15 март 1805; † пр. 1879)
- Франц Сераф (* 27 юни 1806; † 8 юни 1853), щатхалтер на Триест
- Филип Йозеф Рудолф (* 23 януари 1808; † 25 април 1882), женен на 2 юли 1850 г. за графиня Гизела Хадик де Футак (* 22 януари 1825; † 16 януари 1890); имат син и две дъщери